# Zbrodnia w Skarszewach
Zbrodnia w Skarszewach – seria zbiorowych mordów dokonanych przez członków SS oraz bojówki paramilitarnego Selbstschutzu w lasach wokół Skarszew. W październiku i listopadzie 1939 niemieccy okupanci w kilku miejscach zamordowali około 400 mieszkańców Skarszew i pobliskich wsi. Okolice Skarszew były największym miejscem kaźni ludności polskiej i żydowskiej w powiecie kościerskim.

## Początek niemieckiej okupacji
Kościerzyna i Skarszewy zostały zajęte przez oddziały Wehrmachtu już 2 września 1939 r. Niemcy bezzwłocznie przystąpili tam do instalowania własnej administracji, jak również do rozprawy z przedstawicielami polskiej elity społecznej i intelektualnej. Ponadto, na celowniku okupanta znalazła się nieliczna w tych okolicach społeczność żydowska i cygańska.
Postępujące w ślad za regularną armią pododdziały specjalnej jednostki SS Wachsturmbann „Eimann” rozpoczęły w pierwszej połowie września masowe aresztowania Polaków i Żydów z terenów powiatu kościerskiego. SS-mani korzystali przy tym z wydatnej pomocy miejscowych Niemców, którzy dzięki doskonałej znajomości lokalnych stosunków byli w stanie wskazać władzom okupacyjnym przedstawicieli tzw. „polskiej warstwy przywódczej”, jak również uregulować przy okazji wiele zadawnionych sąsiedzkich sporów i porachunków. Wielu spośród tych volksdeutschów wstąpiło wówczas w szeregi Selbstschutzu – paramilitarnej formacji odpowiedzialnej za większość mordów popełnionych na ludności Pomorza w pierwszych miesiącach okupacji. Na przełomie września i października 1939 r. w Kościerzynie ulokował się w dodatku jeden z pododdziałów gdańskiego Einsatzkommando 16 – specjalnej grupy operacyjnej niemieckiej policji bezpieczeństwa i służby bezpieczeństwa, która nadzorowała i koordynowała całość działań wymierzonych w polską inteligencję na terenach Pomorza.
Głównym inspiratorem i wykonawcą polityki terroru był jednak Günther Modrow – okupacyjny starosta i kierownik powiatowej organizacji NSDAP w Kościerzynie, który znany był z wprost fanatycznej nienawiści do Polaków. Modrow, potomek starej junkierskiej rodziny, był właścicielem majątku ziemskiego w Bączku pod Skarszewami. Przed wojną organizował struktury Jungdeutsche Partei na terenie powiatu kościerskiego, przez co popadał stale w konflikty z miejscowym środowiskiem polskich narodowców. Uniknąwszy powołania do polskiej armii Modrow ukrył się w pierwszych dniach wojny, aby szybko powrócić do Kościerzyny wraz z oddziałami Wehrmachtu. W pierwszej połowie września wziął udział w tajnej naradzie pomorskiego kierownictwa NSDAP, zorganizowanej przez gdańskiego gauleitera Alberta Forstera, podczas której ten ostatni polecił zgromadzonym „usunąć” z Pomorza wszystkich „niebezpiecznych” Polaków, wszystkich Żydów oraz polskich duchownych.

## Przebieg operacji „politycznego oczyszczania terytorium”
Prawdopodobnie w połowie września 1939 r. w nazistowskim kierownictwie zaczął ostatecznie krystalizować się projekt, aby zatrzymywanych w ramach akcji „Inteligencja” członków „polskiej warstwy przywódczej” poddać bezpośredniej eksterminacji. Szczególnie brutalną formę przybrała rozprawa z polskimi elitami na Pomorzu, gdzie z niemieckich rąk zginęło ok. 30 000–40 000 Polaków.
Aresztowanych w powiecie kościerskim Polaków kierowano przede wszystkim do aresztu policji bezpieczeństwa w Skarszewach. Modrow każdorazowo zbierał listy aresztowanych z poszczególnych gmin i osobiście dokonywał selekcji, dopisując przy poszczególnych nazwiskach „tak” lub „nie”. „Tak” oznaczało wyrok śmierci. Osoby wskazane przez Modrowa były bowiem rozstrzeliwane przez Selbstschutz lub policję w lasach pod Skarszewami.
Więźniów mordowano przede wszystkim w Lesie Skarszewskim ciągnącym się wzdłuż drogi między Skarszewami a Starogardem Gdańskim, a zwłaszcza na znajdującym się w tym lesie cmentarzu żydowskim (położonym nad jeziorem Borówno, w odległości ok. 3 kilometrów od miasta). Cmentarz ten leżał zresztą na gruntach należących do majątku Modrowa. W październiku i w pierwszych dniach listopada 1939 r. bojówkarze Selbstschutzu oraz funkcjonariusze SS i policji bezpieczeństwa rozstrzelali tam blisko 250 osób. Wśród zabitych przeważali nauczyciele, kupcy, urzędnicy, rzemieślnicy, duchowni katoliccy oraz członkowie Polskiego Związku Zachodniego. Zginęło także wielu rolników z Bożego Pola, Więcków i Nowego Wieca. Zamordowani nie byli jednak wyłącznie Polakami. Na cmentarzu Niemcy wymordowali także, niewielką już wtedy, społeczność żydowską Skarszew oraz obozujących w okolicy Cyganów – w tym kobiety i dzieci.
Ponad 100 osób policja i Selbstschutz rozstrzelały w lesie Probostwo między Skarszewami a Więckowami. Zginęli tam m.in. mieszkańcy Kamierowskich Pieców, Szatarp, Starych Polaszek, Szczodrowa, Skrzydłowa, Wysina, Orła, Nowej Korony, Starego Bukowca i Grabówka.
Głośnej zbrodni Niemcy dokonali także w lesie pod Jaroszewami (gmina Skarszewy). 25 października 1939 r. władze okupacyjne wezwały miejscowych rolników na naradę, która miała być rzekomo poświęcona pilnym sprawom gospodarczym. 46 Polaków, którzy przybyli na wezwanie do tamtejszej szkoły z miejsca aresztowano. Wywieziono ich następnie do gęstego lasu Mestwinowo (leżącego przy szosie ze Skarszew do Kleszczewa), gdzie przygotowane już były dwa groby o wymiarach 4 metry na 2 metry i głębokości 1,5 metra. SS-mani z jednostki Wachsturmbann „Eimann” i bojówkarze Selbstschutzu zamordowali wszystkich 46 zatrzymanych, w tym wójta gminy Skarszewy Emila Węckiego. Rodziny ofiar poinformowano, że zaginieni rolnicy wyjechali do pracy w Generalnym Gubernatorstwie.
19 listopada 1939 r. w Nowym Wiecu (gmina Skarszewy) Niemcy zamordowali 12 rolników ze Starej Kiszewy, których wcześniej przywieziono do prac polowych w pobliskim majątku. Dwa dni wcześniej zabito tam również dziekana z Mierzeszyna, księdza Aeltermanna.
Okolice Skarszew były największym miejscem kaźni ludności polskiej i żydowskiej w powiecie kościerskim. Łącznie, w październiku i listopadzie 1939 r. Niemcy zamordowali tam co najmniej 400 osób. Liczba ta nie może być traktowana jako absolutnie pewna, gdyż zimą 1944 r., w związku ze zbliżaniem się frontu wschodniego Niemcy wykopali i spalili zwłoki pochowane w niektórych zbiorowych mogiłach. Po zakończeniu działań wojennych polskie władze dokonały w okolicach Skarszew ekshumacji 340 ciał ofiar nazistowskiego terroru.
W egzekucjach brali udział zazwyczaj członkowie Selbstschutzu oraz funkcjonariusze SS i policji. Żołnierze Wehrmachtu zajmowali się czasem zabezpieczaniem miejsc kaźni. W egzekucjach brał też udział sam kreisleiter Modrow – i to wbrew rozkazom gauleitera Forstera, który nie życzył sobie, aby dostojnicy NSDAP uczestniczyli osobiście w urządzanych przez Selbstschutz i policję masakrach.

## Po wojnie
Po wojnie na terenie gminy Skarszewy zewidencjonowano trzynaście miejsc pamięci narodowej. Pomnikiem upamiętniono m.in. miejsce straceń na cmentarzu żydowskim oraz groby i miejsca straceń w Nowym Wiecu, lesie Probostwo i Więckowach.
Günther Modrow został w 1957 r. aresztowany w Niemczech Zachodnich. Odebrał sobie życie w areszcie śledczym jeszcze przed rozpoczęciem procesu. W tym samym czasie przed sądem w Gießen stanęło sześciu członków Selbstschutzu Skarszewy/Nowy Wiec oskarżanych o popełnienie zbrodni na polskiej ludności. 22 października 1959 r. wszyscy zostali uniewinnieni przez sąd przysięgłych, który stwierdził w uzasadnieniu wyroku, że oskarżeni działali pod przymusem przełożonych oraz nie byli w stanie samodzielnie ocenić, czy rozkaz zabijania Polaków był sprzeczny z prawem.